# Черри, Джон
Джон Черри (англ. John F. Cherry) — британо-американский историк и археолог, специалист по эгейской и средиземноморской первобытной истории, доктор философии (1978), профессор Брауновского (эмерит), а прежде Мичиганского университетов.

## Биография
Окончил Бристольский университет (бакалавр, 1969), а также Техасский университет в Остине как магистр (1973). Степень доктора философии получил в Саутгемптонском университете (1978). Также в 1985 году получил ещё одну степень магистра в Кембридже.
Во второй половине 1970-х непродолжительное время работал в Университете Шеффилда. Затем в 1980—1993 годах на факультете классики Кембриджа, являлся фелло Фицуильям-колледжа. В 1993 году перешел профессором в Мичиганский университет, являлся куратором Kelsey Museum of Archaeology. С 2006 года именной профессор Брауновского университета, ныне эмерит. Полевые археологические исследования проводил в Великобритании, США, Греции, Югославии, Албании, Италии, Армении, а также на Монтсеррате. Пожизненный член Society for American Archaeology. Отмечен Faculty Advising and Mentoring Award Брауновского университета (2019).
В 1988—1997 годах — соредактор журнала World Archaeology. Также с 1990 года являлся соредактором Journal of Mediterranean Archaeology. Являлся членом ряда редколлегий журналов и серий монографий. Соавтор Сьюзен Олкок, а также Krysta Ryzewski (по книге The Archaeological History of Montserrat in the West Indies (Oxford, 2020)).
Публиковался в World Archaeology, The Journal of Island and Coastal Archaeology, International Journal of Historical Archaeology, Journal of Field Archaeology. В настоящее время работает над книгой с предварительным названием «Cretan Transformations».